# フィガロの結婚
『フィガロの結婚』（フィガロのけっこん、伊: Le nozze di Figaro、仏: Les noces de Figaro、英: The Marriage of Figaro、独: Die Hochzeit des Figaro）は、フランスの劇作家ボーマルシェが1778年に書いた風刺的な戯曲、ならびに同戯曲をもとにヴォルフガング・アマデウス・モーツァルトが1786年に作曲したオペラ（Le Nozze di Figaro, K.492）である。
オペラのリブレット（台本）は、ボーマルシェの戯曲に基づき、イタリア人台本作家ロレンツォ・ダ・ポンテがイタリア語で書いた。本項では、このイタリア語の台本によるオペラ作品について主に扱う。

## 概要

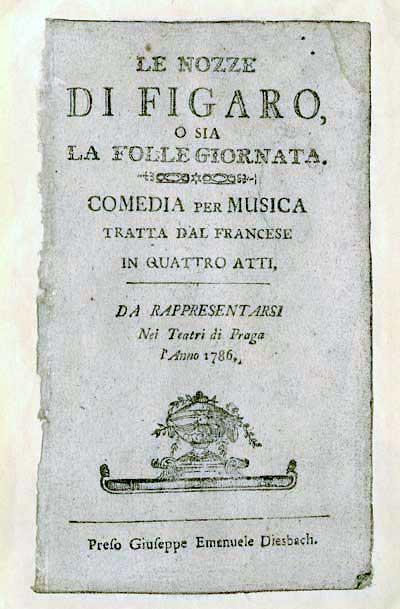
オペラ台本

### ボーマルシェの戯曲
戯曲は喜劇『セビリアの理髪師』（第1部 1775年 / パイジエッロ（1782年）、ロッシーニ（1816年）がオペラ化した）、正劇『罪ある母』（第3部 1792年 / ミヨー（1964年）がオペラ化）とともに「フィガロ三部作」と呼ばれている。『フィガロの結婚』は前作『セビリアの理髪師』の好評を受けての続編で、正式な題名は『狂おしき一日、あるいはフィガロの結婚』（La Folle journée, ou le Mariage de Figaro）。この戯曲は1784年にパリで初演され、前作以上の評判を得た。
封建貴族に仕える家臣フィガロの結婚式をめぐる事件を通じて、貴族を痛烈に批判しており、たびたび上演禁止に遭った。特にルイ16世は「これの上演を許すくらいなら、バスティーユ監獄を破壊する方が先だ」と激昂したという。だが、この戯曲に魅せられた人々からの強い要請を無視できず、公演許可を出すに至った。このような危険な作品をオペラ化し、神聖ローマ皇帝ヨーゼフ2世のお膝元ウィーンで上演できた理由は不明だが、ダ・ポンテの自伝によれば、彼がうまく皇帝を懐柔して許可を得たことになっている。

### モーツァルトのオペラ
オペラはウィーンのブルク劇場で1786年5月1日、モーツァルトが30歳の時に初演された。ある程度の好評を得たが、原作の貴族批判はおおむね薄められているとはいえ危険視する向きもあり、早々にビセンテ・マルティーン・イ・ソレル作曲、ダ・ポンテ台本によるオペラ『椿事』（Una cosa rara）に差しかえられてしまった。
こうしてウィーンでは期待したほど人気を得られなかったものの、当時オーストリア領だったボヘミア（現在のチェコ）の首都プラハの歌劇場で大ヒットした。作曲者も招かれて有意義な時を過ごし（この時に交響曲第38番『プラハ』K.504を初演している）、新作オペラの注文までもらえた。これが翌年初演した『ドン・ジョヴァンニ』K.527である（同じくダ・ポンテの台本による）。
日本初演は1941年6月に東京音楽学校で行われた。舞台初演は1952年。

## 構成について

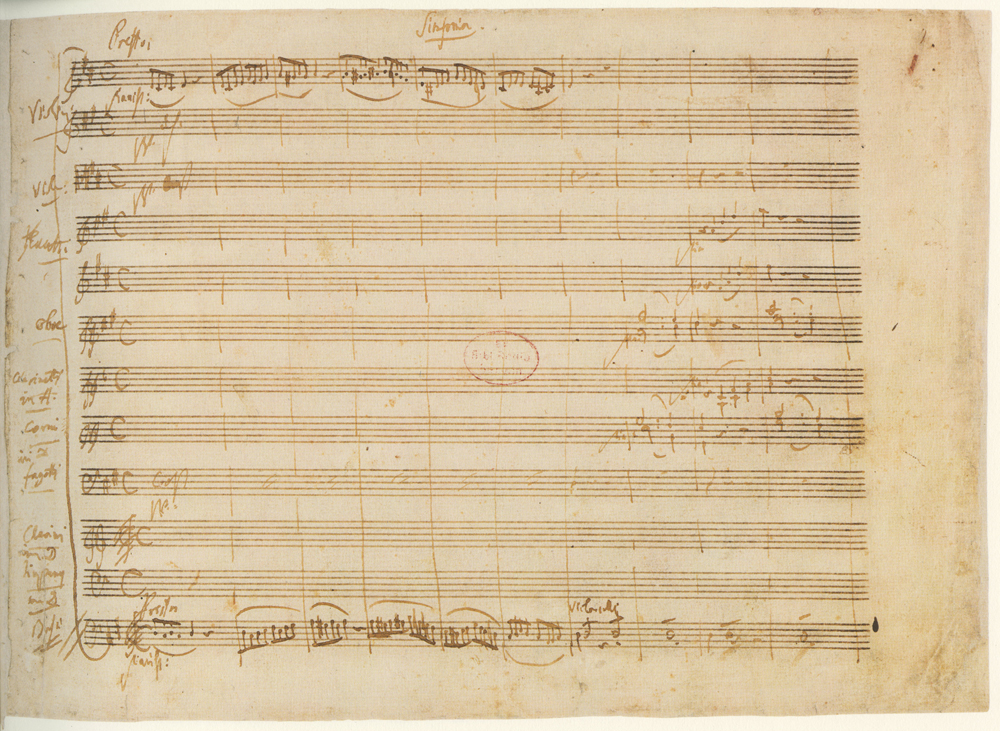
『フィガロの結婚』序曲冒頭部（総譜冒頭）

### 作品構成
序曲と全4幕からなるオペラ・ブッファ形式となっており、歌詞はイタリア語。また、第1幕と第3幕は本格的なフィナーレを持たない。

### オーケストラの楽器編成
フルート・オーボエ・クラリネット・ファゴット・ホルン・トランペット各2、ティンパニ、弦五部
レチタティーヴォでチェンバロとチェロまたはピアノ

### 演奏時間
カット無しで約2時間50分（各45分、50分、40分、35分）

## 登場人物

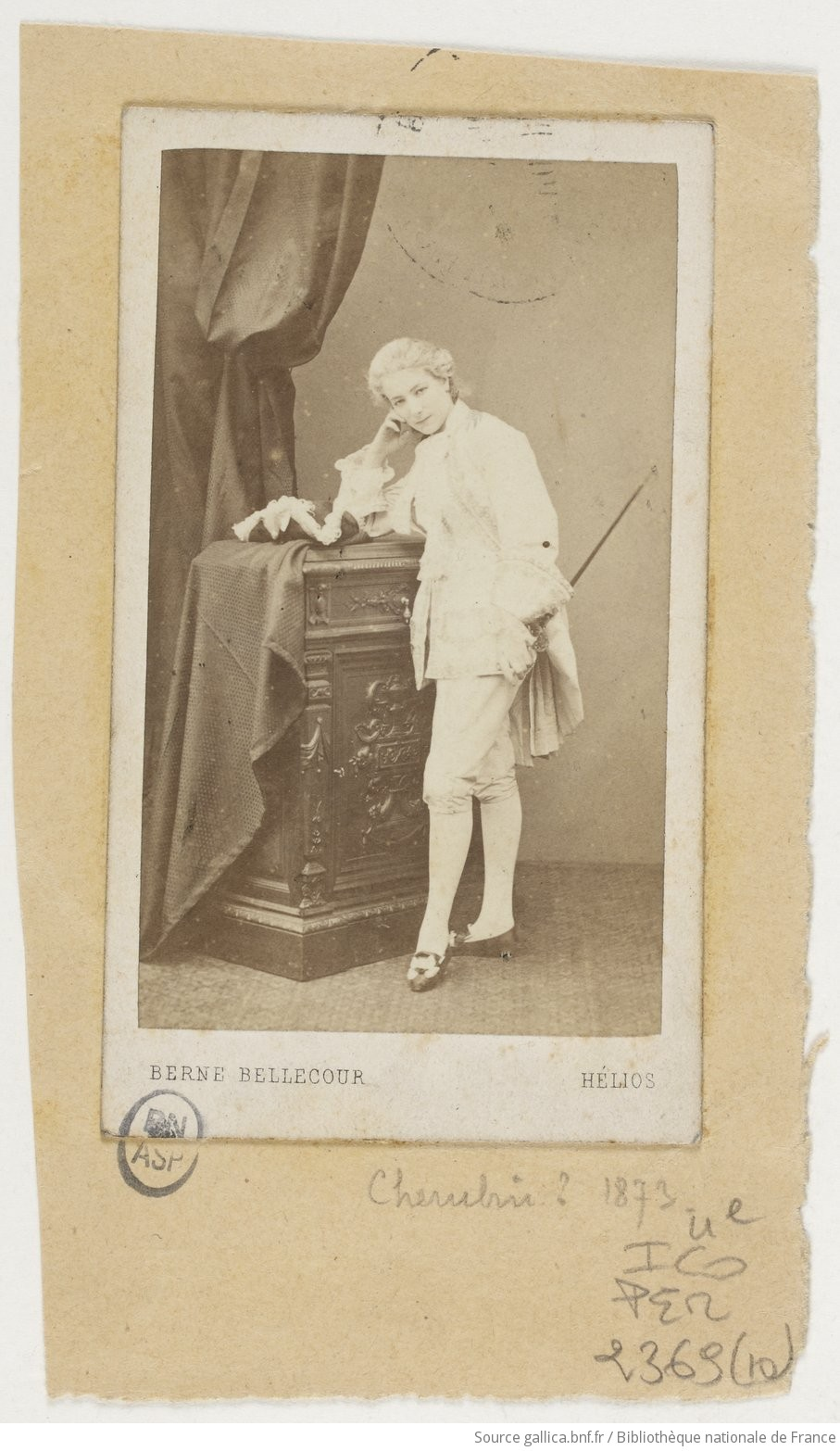
ケルビーノ役のサラ・ベルナール

フィガロ
タイトルロール。前作「セビリアの理髪師」では、床屋兼何でも屋として、ロジーナと伯爵の仲を取り持った。その功績を認められて伯爵の家来となる。バスの役柄。バリトンによって歌われることも多い。
スザンナ
これからフィガロと結婚式をあげようという小間使い。伯爵夫人に仕えている。初夜権復活をもくろむ伯爵の誘いをうけている。ソプラノの役柄。
アルマヴィーヴァ伯爵
前作「セビリアの理髪師」では、フィガロの活躍により現夫人と結婚。浮気者。以前廃止した初夜権を復活させ、近い内にスザンナと楽しもうと企んでいる。バリトン（ロッシーニの「セビリアの理髪師」ではテノール）。
伯爵夫人ロジーナ
伯爵と結婚した後、浮気者の伯爵の行動に悩み、ケルビーノに横恋慕される。ソプラノ。
ケルビーノ
伯爵の小姓。どんな女にでも恋してしまう思春期の少年。メゾソプラノが歌う（いわゆるズボン役）。
ドン・バルトロ
医者。セビリアの理髪師ではロジーナの後見人として登場。ロジーナと結婚したがっていたが、フィガロの計画で伯爵に奪われたためフィガロに恨みがある。バス。
ドン・バジーリオ
音楽教師。今作では伯爵の手下として伯爵の情事を取り持ち、前作ではバルトロに使えていた。余談だが、前作「噂はそよ風のように」や今作四幕の「長いものには巻かれろ」の様に教訓的なアリアを歌うテノール（ロッシーニの「セビリアの理髪師」ではバス）。
マルチェリーナ
女中頭。教養もあり美人。ただし、少しお年を召している。フィガロに金を貸した時に書かせた「借金を返せなかったら結婚する」という証文を利用してフィガロと結婚しようと企む。メゾソプラノ（スコアではソプラノ）。
バルバリーナ
庭師アントニオの娘。スザンナとは従姉妹の関係。ケルビーノと仲が良い。ソプラノ。
ドン・クルツィオ
裁判官。伯爵のいいなりの判決を出す。テノール。
アントニオ
庭師。バルバリーナの父親。スザンナのおじ。バス。

## あらすじ
舞台は、18世紀半ばのスペイン・セビリア近郊のアルマヴィーヴァ伯爵邸。

### 第1幕

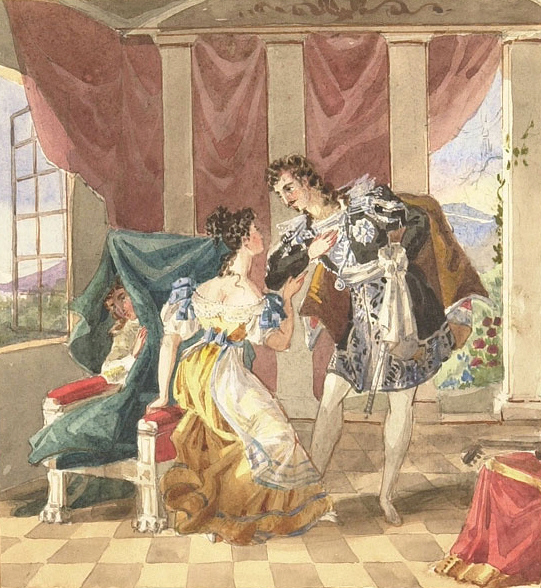
第1幕：伯爵の登場でスザンナの椅子の背後に隠れるケルビーノ（19世紀、作者不詳の水彩画）

フィガロは伯爵が下さるというベッドが部屋に入るかどうかをみるため部屋の寸法を測っている。伯爵がこの部屋をフィガロ達にくださるというのだ。スザンナがそれを聞いて伯爵の下心に気づく。
フィガロは最近伯爵が奥方に飽きて、スザンナに色気を示しているばかりか、夫人との結婚を機に廃止を宣言した初夜権を復活させたいと画策していることを聞き大いに憤慨する。それならこちらにも手があるぞと計略をめぐらすフィガロ（原作はこのあたりで貴族階級を批判する有名なモノローグがあるが、ダ・ポンテの台本では、自分の婚約者を狙う伯爵個人への対抗心に置き換えている）。
マルチェリーナとバルトロ登場。フィガロに一泡吹かせようと相談する。彼女はかつてフィガロから「借金を返せなければ結婚する」という証文を取っている。それを見たバルトロは「俺の結婚を妨害した奴に俺の昔の女を押し付けるのは面白いぞ。フィガロ（「セビリアの理髪師」で伯爵夫人ロジーナとの結婚を妨害した）に復讐する良いチャンスではないか」とほくそ笑む。
スザンナが登場し、マルチェリーナと口論したあと一人になると、小姓のケルビーノ登場。せんだって庭師アントニオの娘バルバリーナと一緒にいたところを伯爵に見つかって追放されそうなので、伯爵夫人にとりなしてほしいと懇願する。「あら最近彼女に恋しているの」とスザンナがからかう。彼は目下女性なら誰でもときめいてしまう年頃なのである。ここでケルビーノが「自分で自分が分からない」を歌う。
ところが、そこへ伯爵がスザンナを口説きにやって来る。慌ててケルビーノは椅子の後ろに隠れる。伯爵が口説き始めるとすぐに、今度は音楽教師のバジリオがやってくるので伯爵はあわてて椅子の後ろに隠れ、ケルビーノはすかさず椅子の前に回り込み、布をまとい隠れる。バジリオはケルビーノと伯爵が隠れているとは夢にも思わず、ケルビーノと伯爵夫人の間の話題を持ち出す。
「ケルビーノが奥様に使う色目をみたかい?」これを聴いた伯爵は思わす姿を現し、「今のは何のことだ?」と迫る。慌てたバジリオは打ち消すが、伯爵は続けて「昨日庭師アントニオの所にいったら、娘のバルバリーナの様子が何となくおかしい。そこでそばにあった布をふと持ち上げると...（と、さきほどケルビーノが隠れた椅子の上の布をはがす）おお、これは何としたこと」。「最悪だわ」とスザンナ。バジリオは「おお、重ね重ねお見事な」。
ここで三人がそれぞれの気持ちを歌うが、バジリオの歌う「女はみなこうしたもの（Cosi fan tutte le belle）。何も珍しいことではありません」という一節はモーツァルトの後のオペラ・ブッファ「コジ・ファン・トゥッテ」の主題となる。
さて、ケルビーノは伯爵夫人を通じてのとりなしを頼みにきていたのだという事実を何とか納得した伯爵ではあるが、「自分の連隊に空きポストがあるから配属する、直ちに任地に向かえ」と命令する。
そこへフィガロが村の娘たちを連れて登場。「私たちは殿様が廃止なさった、忌まわしい習慣（初夜権）から逃れられる初めてのカップルです。村の皆の衆と一緒にお礼を言わせてください」という。大勢の証人を頼んで初夜権廃止を再確認させようというフィガロ。「図ったな」と困惑する伯爵。しかし、ここは慌てず騒がす「皆の者、あのような人権侵害行為はわしの領地内では二度と行われないであろう」と廃止を改めて宣言した。
万歳!と叫ぶ村人。しかし、「盛大に式を挙げさせてやりたいからもう少し時間が欲しい」と村人を帰してしまう。がっかりするフィガロたち。ケルビーノが浮かない顔をしているのに気づいたフィガロは事情を聞くと「あとで話がある」とこっそり耳打ちし、ケルビーノの出征を励ますための豪快なアリア「もう飛ぶまいぞこの蝶々」を歌ったところで幕。

### 第2幕
伯爵夫人ロジーナの部屋。夫人はひとりで夫の愛情が薄れたことを悲しんでいる。そこへスザンナ、ケルビーノと相次いでやってくる。伯爵夫人とスザンナは伯爵の行状を暴くために囮捜査をしようというのである。つまり、伯爵をスザンナの名前でおびき出し、女装させたケルビーノと会っているところを見つけて動かぬ証拠を突きつけようという計画である。ここでケルビーノが有名な「恋とはどんなものかしら」を伯爵夫人に歌う。
スザンナが化粧道具を取りに行ったところにドアをたたく音と伯爵の声がする。夫人はあわててケルビーノを隣の部屋に隠す。部屋に入ってきた伯爵、妻が落ち着きの無いのをみて詮索する。するとケルビーノが隣で音を立ててしまう。「あれは何だ？」と問う伯爵に「スザンナが結婚式の衣装に着替えているのです」と言い訳する夫人。伯爵は納得せず、部屋を開けて見せろと言う。伯爵夫人は何と言う失礼なことを、と怒って見せるが気が気ではない。いらついた伯爵はついに鍵を壊してでも入ると言って、夫人の部屋を施錠して夫人とともに道具を取りにいく。
そのすきに部屋の陰に隠れていたスザンナが出てきて、ケルビーノを2階の窓から逃がし、自分は先ほどの部屋に入ってまちうける。戻ってきた伯爵夫妻が戸を開けると出てきたのは当然スザンナである。必死に非礼を詫びる伯爵。夫人も初めは事情がわからないが、しかし、スザンナの耳打ちでさとったあとは彼女と一緒に夫をやり込め、最後は寛大に許す。
フィガロがやってくる。そこへ庭師アントニオ登場。彼は夫人の部屋の窓から何物かが飛び降りて植木を壊したと苦情を訴える。怪しむ伯爵に、フィガロは「飛び降りたのは自分だ。スザンナを待っていたのだが、伯爵の声がしたので慌てて逃げたのだ」と強弁する。アントニオと伯爵は怪しむがフィガロはうまく言いこめる。そこにバルトロとマルチェリーナとバジリオの3人がやってきて例の証文で訴訟を起こすという。伯爵はこれで勝ったと思い、結婚式の前に裁判を行うことにする。各人の思いをそれぞれが歌うフィナーレで第2幕が閉じる。

### 第3幕
スザンナはマルチェリーナの引き起こした混乱から逃れるため、奥方と相談して2人だけで伯爵を罠にかけようと考えた。まずは、伯爵に今夜の結婚式のあと2人で会う約束を承諾する。伯爵とスザンナの駆け引きを歌う二重唱が終わると伯爵は去る。そこへ裁判に出るフィガロが登場。フィガロに「裁判に勝たなくても結婚できるわよ」と耳打ちするのを聞いた伯爵は一人でそれを怪しみ、さらに「わしがため息をついて嘆いている間に家来が幸せになるのか」と憤慨しつつ、自分の意地を通そうと決意し、法廷に入っていく。
ついに裁判が終わって、一同退廷してくる。伯爵の言いなりの裁判官は当然マルチェリーナの訴えを認める判決を下したのだ。さあ、借金を払うか私と結婚するかだとせまるマルチェリーナに対し、フィガロは「俺は貴族の出だから親の許しがないと結婚はできない」と食い下がる。いいかげんなほら話だと思った伯爵たちが、「では証拠を見せろ」と言うとフィガロは「幼いときにさらわれたので親はわからないが、かくかくしかじかの服を着ていて腕には紋章がある」、などという。これを聞いたマルチェリーナはなぜか真っ青になり、フィガロに右腕を見せろという。何故右腕だと知っているんだと思いながらフィガロが腕を見せると、マルチェリーナは慌てる。それもそのはず、フィガロは盗賊に盗まれたマルチェリーナの赤ん坊だったのだ。しかも父親はバルトロだという。つまり、昔、フィガロはバルトロ家の女中をしていたマルチェリーナにバルトロが生ませた子だったのである。「親子か？それでは結婚は成立しない」と判事が判決を取り消す。親子とわかった3人は抱き合って喜ぶ。ここで有名な六重唱「この抱擁は母のしるし」（スザンナ・フィガロ・マルチェリーナ・バルトロ・伯爵・ドン・クルツィオ）が始まる。
そこにスザンナが走りこんでくる。「奥様からお金を借りたので、フィガロの借金を返します」といってそこを見ると、なんとフィガロがマルチェリーナと抱き合っている。早くも心変わりしたのかとカッとなったスザンナ、「違うんだ実は訳があるんだ」と近寄るフィガロの横っ面をいきなり張り倒す。マルチェリーナがスザンナに向かって、「さあさあ、お義母さんを抱いておくれ」というのを聞いて何のことかわからないスザンナが皆に「彼の母親ですって?」と聞くと皆口々に「彼の母親なんだ」と答える。おまけにフィガロがバルトロを、お義父さんだというので、ますます混乱したスザンナが同様に聞き返し、皆が肯定する。最後はどうにか納得したスザンナとフィガロたち親子が幸福に歌い交わし、作戦に失敗した伯爵と判事（どもりつつ）が失望して歌うが、これをひとつの曲に見事に納めているわけである。この曲はモーツァルト自身もお気に入りだったという。バルトロとマルチェリーナは、この際だからということでフィガロたちと同時に結婚式をあげることになった。
場面変わって奥方の部屋である。ロジーナは伯爵と結婚した当時の幸せな日々を回想し、今の身の上を嘆いている（レチタティーヴォとアリア「あの楽しい思い出はどこに」）。
注：このアリアは本来は裁判の場面の前に置かれていた。しかし、初演時にアントニオとバルトロが一人で演じられていたため、着替えの時間を確保するために現行版の曲順になったという説が最も有力である。現在は本来あるべき曲順で演奏されることが多い。
そこにスザンナが登場し、さきほどの急展開を報告する。あとは伯爵を懲らしめるだけであり、これはフィガロにも内緒の作戦となった。スザンナが伯爵に今夜会う場所を知らせる手紙を書く（手紙の二重唱「Sull'aria...che soave zeffiretto そよ風によせて…」）。
再び場面が変わって、屋敷の広間に皆が揃い、結婚式が始まろうとしている。村娘が大勢登場し伯爵夫人に感謝を捧げて花束を贈る。ひとりひとりから花束を受け取って頬にキスしていると、一人だけ顔を紅潮させてもじもじしている少女がいる。夫人がスザンナに「どこかで見た人と似ているわね」「ええ、そっくりですわ」などと話していると、そこに庭師アントニオが登場。その少女のヴェールを剥ぎ取るとそれはケルビーノだった。「おまえは連隊に行ったはずだが」と怒る伯爵に、庭師の娘バルバリーナが「殿様、いつも私に親切にして、キスをしながら、愛してくれたら何でも欲しいものをやるぞと約束してくださいますね。それならば、是非ケルビーノを私のお婿さんにください」と伯爵夫人の目前でいうので、自分に矛先が回ってきた伯爵は仕方なく望みをかなえることにする。
フィガロとスザンナ、バルトロとマルチェリーナの結婚式がいよいよ始まった。結婚式で結婚のしるしに花嫁の頭に花冠をのせるのは伯爵だが、スザンナの時に彼女は先ほど伯爵夫人の部屋で書いた手紙をそっと渡す。式が進んで皆が踊っているときに、伯爵は手紙を開こうとするが、手紙に封をしていたピンが指に刺さって驚く。その様子を見ていたフィガロが「誰か伯爵に恋文を出したらしいぜ」とスザンナにいう。宴も盛り上がり、一同で伯爵夫妻を称える合唱で幕となる。

### 第4幕
伯爵邸の庭、もう日はとっぷり暮れた後である。バルバリーナがカンテラを手に何かを必死で探している。それを見つけたフィガロは何をしているのかと上機嫌で声をかける。バルバリーナは「伯爵からピンを探してスザンナに届けるよう頼まれた」と言う。フィガロは先ほどの伯爵の行動を思い出し、手紙を渡したのがスザンナであることに気づく。思わずカッとなるフィガロ。いっしょにいたマルチェリーナからピンをもらい、それをバルバリーナに手渡す。マルチェリーナは「まさかあの子がそんなことはしないだろう」となだめるがフィガロは聞かないで去る。残ったマルチェリーナは何か事情があるのだろうと察し、女同士助け合わないと、といってその場を去る。
フィガロはスザンナの浮気を暴いてやろうと人を連れてやってくる。庭に潜んで現場を押さえようというわけだ。事情を聞いたバジリオは、殿様は自分抜きで話を進めたのだなと思い、世の中を行きぬくための処世訓を歌う。
フィガロは仲間の配置を確認し、自分も隠れる。待っている間スザンナに裏切られたという思いと、彼女を愛する気持ちの板ばさみになって心を乱し、「男ども目を見開け」と女性の本性の浅ましさや嫌らしさを歌う。
スザンナと伯爵夫人が衣装を交換してやってくる。スザンナはマルチェリーナからフィガロが来ていることを知らされる。そしてレチタティーヴォとアリア「とうとう嬉しい時が来た～恋人よここに」を歌う。
（フィナーレ）
さてそこにケルビーノがやってくる。彼はバルバリーナを探しに来たのだが、皆にとっては思わぬ邪魔者になりかねない。
まず、スザンナに扮する伯爵夫人を見つけると、スザンナだと思い込み、早速軽口をたたいてまとわりつく。夫人は伯爵が来たら計画がぶち壊しなので何とかやりすごそうとする。フィガロは気が気ではなくそばに近寄る。そこへ伯爵が登場し、スザンナのそばに誰かいることに気づく。近寄って邪魔者に平手打ちを食わすと、機敏に身をかわしたケルビーノと入れ替わりに寄ってきたフィガロの頬に命中し、驚いたフィガロはケルビーノと反対方向に逃げ出す。
伯爵はスザンナだと思い込んだ自分の妻を口説き始める。夫人は複雑な思いだがスザンナの振りをして彼に従ってついていく。二人が去ったのを見てフィガロが出てくると、スザンナも現れる。彼女は伯爵夫人を装うが、夫が彼女の「不実」を訴えるのを聞いて思わず地声を出すので、フィガロに気づかれる。状況を悟ったフィガロはスザンナにからかわれたお返しとばかり、伯爵夫人に「私の妻は奥様のご主人と浮気をしていますが、実は私も奥様をお慕いしております」などと口説きにかかる。変装を見破られたとは知らないスザンナは「この裏切り者」とフィガロを張り倒す。殴られたフィガロが笑いながらスザンナを抱擁しその声でわかったと打ち明けると、ようやく彼女もこのややこしい化かし合いに気づき、喜んで抱き合う。
そこに伯爵がスザンナに変装した妻を見失ってやってくるので、フィガロは再び「夫人」を大げさに口説き始める。これに気づいた伯爵はカンカンになり、皆を呼び集める。衆人環視の中、隠れ場所から人が次々でてくる。ケルビーノ、バルバリーナ、マルチェリーナらに続いてスザンナ扮する伯爵夫人が出てくるので一同驚き、伯爵は浮気の現場を捕らえたと勝ち誇る。「許してください」や「夫人」と皆が口々に懇願するのに対し、断固「いや駄目だ」と応じない伯爵。しかし、そこへスザンナの服を着た夫人が現れ、「私からお願いしたら許してくれますか」と聞くと伯爵を始め一同驚く。すべてを理解した伯爵は、伯爵夫人に心から謝る。夫人は「私はあなたより素直なので…ハイと答えましょう」とこたえる。一同が伯爵夫妻を祝福して歌い、幕となる。

## 音楽
- 序曲は流麗かつ華麗な曲調で、現代ではモーツァルトの序曲の中で一・二を争うほどの人気があり、コンサートでは序曲単独で演奏されることも多い。2006年のウィーン・フィル・ニューイヤーコンサートではモーツァルト生誕250周年記念の特例として演奏された。
- ウィーンでは1789年に再上演が行われた。初演と配役が違い、特にスザンナ役のソプラノのために異稿アリアKV577とKV579が書き下ろされた（第4幕の代替曲であるKV577は、旧全集版では伯爵夫人のためのアリアとされていた）。他の場面でもレチタティーヴォがアコンパニャートからセッコに変更されたり、短縮や拡張により新しいパッセージが付け加えられた（第3幕伯爵夫人のアリア）など改作が随所で行われている。筆写スコアで伝えられ自筆と確認出来ないものであるが、新モーツァルト全集[注 2]やアラン・タイソン校訂の「6つの異稿集」（oxford, 1989年）で紹介されている。CDもチャールズ・マッケラス盤で異稿が何曲も取り上げられたほか、KV577、579を出演歌手に歌わせた全曲録音も複数存在する。
- 20世紀末には声楽・器楽ともに楽譜に無い装飾をアドリブで行う18世紀当時の様式が見直され、装飾を記した同時代の楽譜も再確認されるようになった。「恋とはどんなものか」（第2幕）は特にイギリスで活躍したローマ生まれの作曲家ドメニコ・コッリ（1746年 - 1825年）による装飾が残っており、マッケラス盤のフォチーレ、コジェナーのアリア集で用いられている。
- 第4幕のフィナーレ直前のケルビーノの登場について、楽譜では「歌いながら（cantando）」と指示があるだけで、具体的な旋律の指定はない。「ケルビーノはドン・ジョヴァンニである」というキェルケゴールの発言をヒントに『ドン・ジョヴァンニ』の「シャンパンの歌」の旋律を歌わせる演出が行われることがある。珍しいところでは、ニコラウス・アーノンクール指揮の全曲版CDで、本作の前年に書かれた歌曲「すみれ」が歌われた例がある。1789年再上演用とみられる筆写スコアでは「恋とはどんなものか」が歌われている。

## 日本語訳

### 戯曲
- 『フイガロの結婚』井上勇訳 聚英閣 1924年
- 『フィガロの結婚』内藤濯訳編 新月社 1950年
- 『フィガロの結婚』辰野隆訳 要書房 1950年　岩波文庫、1952年
- 『フィガロの結婚』小場瀬卓三、佐藤実枝訳『マリヴォー・ボーマルシェ名作集』白水社 1977年
- 『フィガロの結婚』石井宏訳 新書館 1998年
- 『フィガロの結婚』佐藤実枝訳『ベスト・プレイズ 西洋古典戯曲12選 新訂』論創社 2011年
- 『「新訳」フィガロの結婚』鈴木康司訳 大修館書店 2012年

### オペラ
- 『オペラ対訳シリーズ 第2 フィガロの結婚』戸口幸策訳 音楽之友社 1963年
- 『フィガロの結婚』武石英夫訳 民主音楽協会 民音創立10周年記念ミュンヘン・オペラ公演対訳選書 1974年
- 『フィガロの結婚』小瀬村幸子訳 音楽之友社 オペラ対訳ライブラリー　2001年（2017年 改訂新版）